# Mödling (distrito)
Mödling é um distrito da Áustria no estado da Baixa Áustria.

## Municípios
|  |

Mödling está dividido em 20 municípios. Lista dos municípios e respectivos bairros, vilas e outras subdivisões:
- Achau
- Biedermannsdorf
- Breitenfurt bei Wien
- Brunn am Gebirge
- Gaaden
- Gießhübl
- Gumpoldskirchen
- Guntramsdorf
- Hennersdorf
- Hinterbrühl
  - Hinterbrühl, Sparbach, Weissenbach bei Mödling, Wassergspreng
- Kaltenleutgeben
- Laab im Walde
- Laxemburgo
- Maria Enzersdorf
- Mödling
- Münchendorf
- Perchtoldsdorf
- Vösendorf
- Wiener Neudorf
- Wienerwald
  - Dornbach, Grub, Gruberau, Sittendorf, Stangau, Sulz im Wienerwald, Wöglerin